# Tituly a vyznamenání Nikity Sergejeviče Chruščova

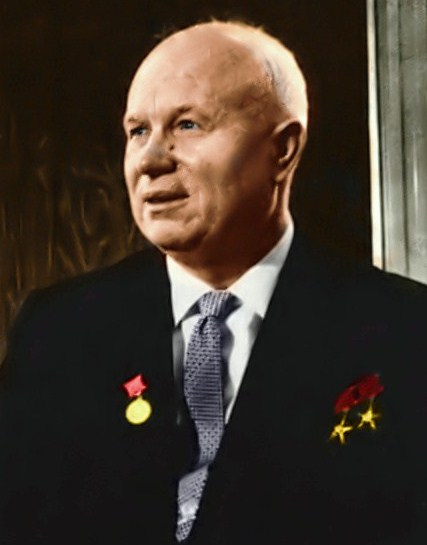
N. S. Chruščov se dvěma hvězdami Hrdiny socialistické práce

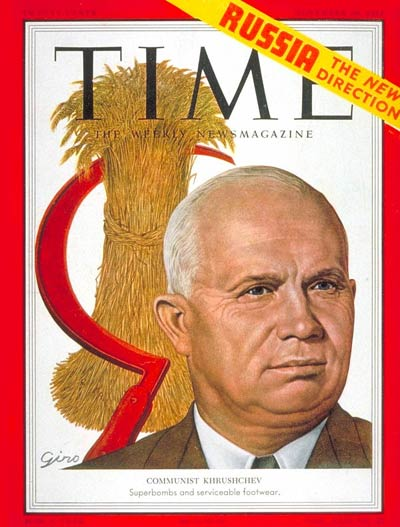
Nikita S. Chruščov na obálce časopisu Time z roku 1953

Nikita Sergejevič Chruščov, sovětský politik a držitel čestného titulu Hrdiny Sovětského svazu, obdržel během svého života řadu sovětských i zahraničních řádů a medailí.

## Vyznamenání

### Sovětská vyznamenání

#### Čestné tituly
- Hrdina Sovětského svazu – 1964
- Hrdina socialistické práce – 1954, 1957 a 1961[1]

#### Řády
- Leninův řád – udělen sedmkrát – 1935, 1944, 1948, 1954, 1957, 1961 a 1964[2]
- Řád Suvorova I. třídy – 1945
- Řád Kutuzova I. třídy – 1943
- Řád Suvorova II. třídy – 1943[3]
- Řád vlastenecké války I. třídy – 1945
- Řád rudého praporu práce – 1939

#### Medaile
- Medaile 100. výročí narození Vladimira Iljiče Lenina – 1970
- Medaile Partyzánů vlastenecké války I. třídy – 1943
- Medaile Za obranu Stalingradu – 1942
- Medaile za vítězství nad Německem ve Velké vlastenecké válce 1941–1945 – 1945
- Medaile Za udatnou práci za Velké vlastenecké války 1941–1945 – 1945
- Medaile Za obnovu závodů železářského průmyslu jihu – 1948
- Jubilejní medaile 20. výročí vítězství ve Velké vlastenecké válce 1941–1945 – 1965
- Medaile Za rozvoj celiny – 1956
- Medaile 40. výročí Ozbrojených sil SSSR – 1958
- Medaile 50. výročí Ozbrojených sil SSSR – 1968
- Pamětní medaile 800. výročí Moskvy – 1947
- Pamětní medaile 250. výročí Leningradu – 1957

#### Ostatní
- Leninova cena míru – 30. dubna 1959[4]
- Ševčenkova státní cena Ukrajinské SSR – za velký přínos k rozvoji ukrajinské sovětské socialistické kultury

### Zahraniční vyznamenání
- Bulharsko
  - Hrdina Bulharské lidové republiky – 1964
  -  Řád Georgiho Dimitrova – 1964
- Československo
  -  Řád Bílého lva I. třídy – 1955[5][pozn. 1]
  -  Pamětní medaile k 20. výročí Slovenského národního povstání – 1964
- Egypt
  -  velkostuha Řádu Nilu – 1964
- Mongolsko
  -  Süchbátarův řád – 1964
- Rumunsko
  -  Řád hvězdy Rumunské lidové republiky I. třídy
- Východní Německo
  -  Řád Karla Marxe – 1964